# Rudolf Höss
Rudolf Höss (även stavat Höß), född den 25 november 1901 i Baden-Baden, död den 16 april 1947 i Auschwitz i Polen, var en tysk SS-officer. Han spelade en central roll i genomförandet av Förintelsen av Europas judar.
Höss stred i första världskriget och dekorerades med Järnkorset. År 1924 dömdes han till tio års fängelse för ett politiskt mord, men avtjänade endast fyra år. År 1934 gick Höss med i SS och inledde sin karriär inom det nazistiska koncentrationslägersystemet. Han var kommendant i Auschwitz från maj 1940 till december 1943 och chef för dess SS-garnison från maj till september 1944. Höss verkställde SS-chefen Heinrich Himmlers order och tog egna initiativ för att öka förintelseanläggningarnas kapacitet, bland annat genom Zyklon B.
Efter andra världskriget gick Höss under jorden, men han greps av brittiska trupper i mars 1946. Vid Nürnbergprocessen inkallades han som vittne, innan han utlämnades till Polen och ställdes inför rätta i mars 1947. Påföljande månad dömdes han till döden och avrättades. Hans självbiografi, Kommendant i Auschwitz, utgör ett historiskt dokument för förståelsen av Förintelsen, koncentrationslägren och förövarnas mentalitet.

## Biografi
Rudolf Franz Ferdinand Höss var son till köpmannen Franz Xaver Höss (död 1914) och Paulina Speck (död 1917). Fadern pensionerades som major efter tjänstgöring i Tyska Östafrika, efter att ha blivit skjuten med en förgiftad pil i buken. Därefter drev fadern ett företag i te- och kaffebranschen. Sonen Rudolf och hans två yngre systrar fick en strikt katolsk uppfostran och fadern ville att sonen skulle bli präst. Höss anger i sin självbiografi att han som barn ofta var ensam. Han uppfostrades med en utpräglad tro på plikt och lydnad. I föräldrahemmet betonades synd, skuld och botgöringens centrala betydelse. I början av tonåren vände Höss religionen ryggen; enligt Höss själv hade hans biktfader brutit tystnadsplikten då denne talat om för Höss far vad sonen bekänt i bikt.

### Första världskriget och mellankrigstiden
Efter första världskrigets utbrott tjänstgjorde Höss på ett militärsjukhus, innan han, endast 14 år gammal, antogs till den tyska arméns 21:a dragonregemente. Påföljande år stred Höss med den turkiska 6:e armén vid Bagdad och i Palestina. Vid tjänstgöring i Turkiet befordrades han till fältväbel. Han sårades vid tre tillfällen och dekorerades för tapperhet med Turkiska krigsmedaljen och Järnkorset av första och andra klassen. Höss var även under en kort tid chef för en kavallerienhet. Vid sjutton års ålder var Höss den yngste underofficeren i den tyska krigsmakten.
Efter Tysklands kapitulation 1918 fullbordade Höss sina studier och avlade studentexamen. I kölvattnet på kriget rådde sociopolitisk oreda i Tyskland. Hemvändande soldater anslöt sig till olika frikårer, som användes av regeringen för att försvara gränserna till bland annat Polen och Baltikum. Höss gick med i Freikorps Rossbach som anfördes av Gerhard Rossbach och bedrev gerillakrigföring i Baltikum, Schlesien och senare i Ruhrområdet. Höss försökte under de första efterkrigsåren att finna en förklaring till Tysklands kapitulation och varför landet hade accepterat ett så, enligt Höss, förödmjukande fredsavtal. Höss och andra personer inom den nationalistiska högern, bland annat medlemmar i Tyska arbetarpartiet, förklarade det hela med en judisk konspiration. Beviset fick de i april 1919 då den kommunistiska Bayerska rådsrepubliken upprättades. Flera av de tongivande personerna i rådsrepubliken var judar, och Höss ansåg att det fanns en tydlig koppling mellan kommunism och judendom. Denna slutsats hade även dragits av Adolf Hitler, som i juli 1921 hade blivit ordförande för Nazistpartiet. Enligt Hitler var judarna skyldiga till Tysklands nederlag i kriget och Tysklands allvarliga socioekonomiska situation. Höss erkände sig till en, som han ansåg, mera intellektuell typ av antisemitism, som inte motiverades av fördomar utan av förment vetenskapliga fakta och avfärdade den primitiva och våldsamma form av antisemitism som torgfördes av tidningen Der Stürmer och dess chefredaktör Julius Streicher. Hitlers agitation om den internationella judiska världskonspirationen gjorde stort intryck på Höss och han utvecklades med tiden till en fanatisk nazist som drevs av tanken på att bryta judendomens dominans.
Versaillesfördraget år 1919 hade ålagt Tyskland och dess allierade ett mycket högt skadestånd. I slutet av år 1922 framstod det tydligt att Tyskland inte längre var förmöget att efterkomma skadeståndskraven; franska trupper ockuperade i januari 1923 Ruhrområdet för att sätta press på Tyskland. Albert Leo Schlageter, en frikårsmedlem, anförde kort därefter en sabotagegrupp mot fransmännens närvaro i Ruhr. Schlageter angavs, ställdes inför krigsrätt och avrättades. Den 31 maj 1923 mördade Höss tillsammans med bland andra Martin Bormann kommunisten Walther Kadow, den misstänkte angivaren. Höss dömdes till tio års fängelse för mord och Bormann till ett års fängelse för medhjälp. Vid en allmän amnesti år 1928 frisläpptes Höss.

### Völkisch-rörelsen och SS
Efter sin frigivning arbetade Höss på olika bondgårdar i Mecklenburg och Brandenburg och anslöt sig inom kort till jordbruksföreningen Artamanerna (Bund Artam) inom völkisch-rörelsen. Artamanerna fann stor inspiration i ruralismen inom idéströmningen Blut und Boden. I förbundet träffade Höss Hedwig Hensel (1908–1989), med vilken han gifte sig i augusti 1929. Paret fick fem barn: Klaus, Heidetraut, Ingebrigitt, Hans-Jürgen och Annegret. I Artamanernas förbund träffade Höss även agronomen Heinrich Himmler, som 1929 av Adolf Hitler utnämndes till chef för SS. I juni 1934 erbjöd Himmler Höss medlemskap i SS, som sedan 1933 drev de nazistiska koncentrationslägren. Adolf Hitler hade varit vid makten i ett drygt år och Höss ville vara med och påverka framtidens Tyskland.
I november 1934 påbörjade Höss sin utbildning i Dachau som medlem av SS-Totenkopfverbände. Initialt var Dachau främst ett läger för politiska motståndare till den nazistiska regimen, men 1935 internerades även kriminella och judar. För lägrets kommendant, Theodor Eicke, utgjorde empati för internerna ett tecken på svaghet. Enligt Eicke fanns det ingen plats för veklingar i SS. Höss lärde sig även att arbete hade en god inverkan på internerna. Eicke hade i Dachau infört parollen "Arbeit macht frei", en devis som Höss senare förde med sig till Auschwitz. I april 1936 utsågs Höss till Rapportführer, kommendantens chefsassistent. I september 1938 befordrades han till Obersturmführer och förflyttades till Sachsenhausen. Inledningsvis var Höss lägeradjutant, det vill säga chef för kommendantens, vid denna tid Hermann Baranowski, stab. Senare blev Höss Schutzhaftlagerführer, vilket innebar att han bar ansvaret för att fångarna efterlevde lägerreglerna och att rapportera brott mot dessa. Hans uppgift innebar även att se till att straff verkställdes.

### Kommendant i Auschwitz

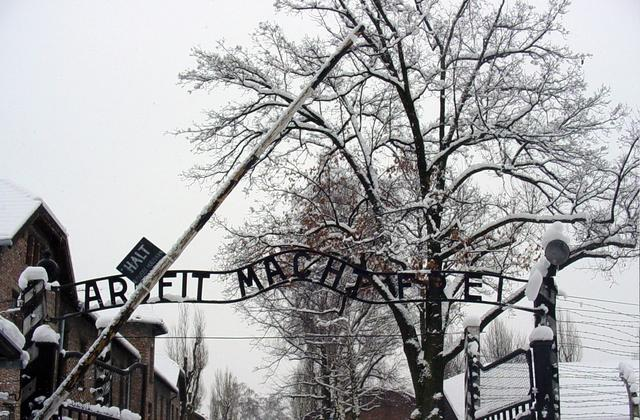
Ingångsporten till Auschwitz med mottot "Arbeit macht frei".

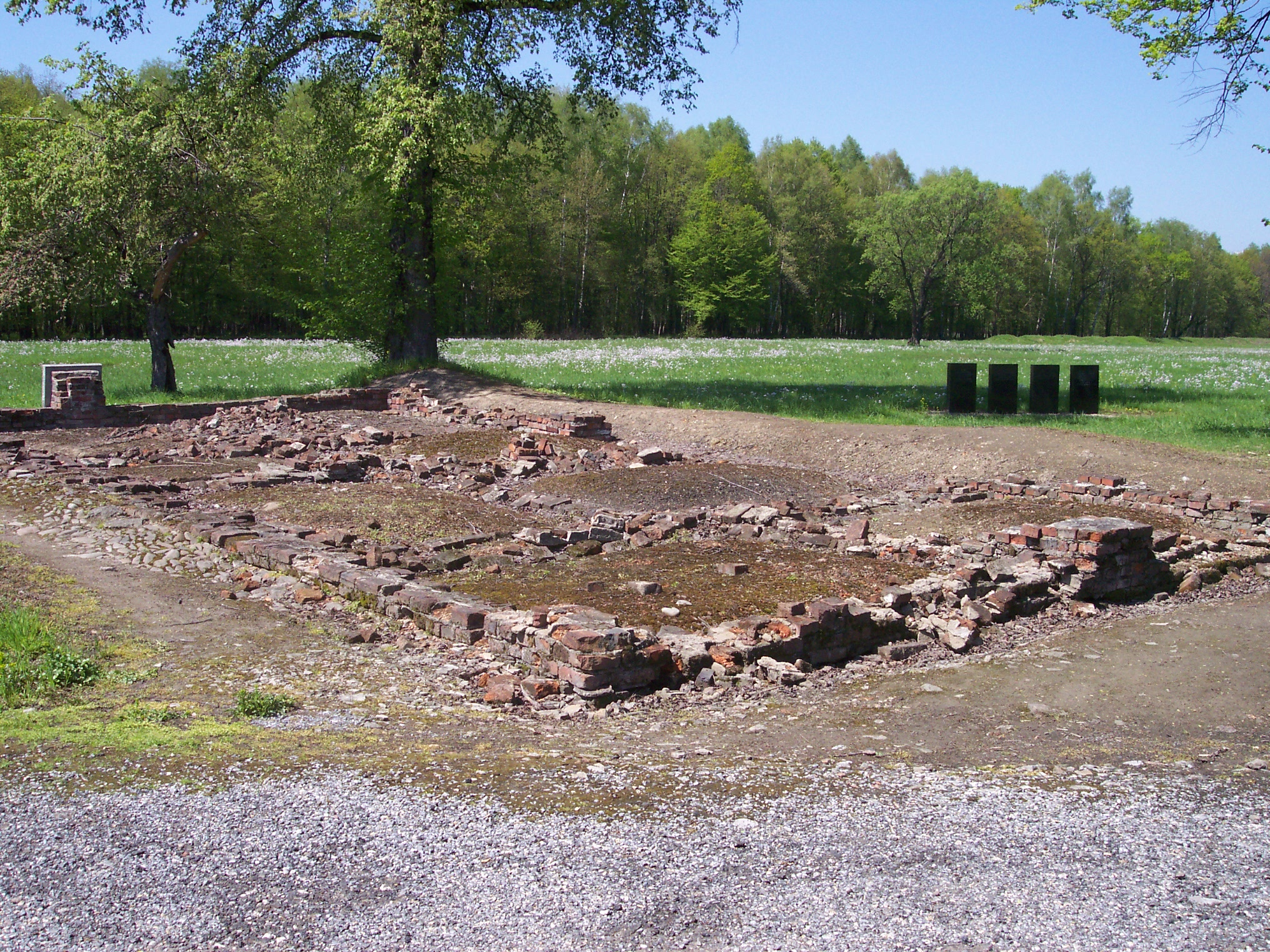
Ruinerna efter Gaskammare II (eller Bunker II) det så kallade vita huset, maj 2006.

I februari 1940 föreslog chefen för IKL, Richard Glücks, att ett koncentrationsläger skulle uppföras i närheten av Auschwitz, beläget i Oberschlesien. Himmler godkände förslaget och den 1 maj 1940 inledde Höss sin tjänstgöring som kommendant i Auschwitz. I början var lägret främst avsett för polska civila fångar. Innan de första fångarna anlände, var man dock tvungen att dränera områdets våtmarker, vilka var belägna i floderna Wisłas och Sołas sammanflöde. Chefen för WVHA, SS:s ekonomi- och förvaltningsbyrå, Oswald Pohl, hade vid ett besök i lägret beslutat att internerna i Auschwitz skulle arbeta i ett närbeläget grustag och beordrade Höss att bygga ut barackerna för inhysning av slavarbetare.
I november 1940 träffades Himmler och Höss för att diskutera Auschwitz framtida funktion. Himmler hade en vision om att hela Schlesien skulle förvandlas till en jordbruksidyll och att det i Auschwitz skulle genomföras allehanda jordbruksexperiment. Dessa planer skrinlades dock och istället kom Auschwitz att byggas ut med lägret Birkenau (polska Brezinka), där Höss på order av Himmler skulle internera sovjetiska krigsfångar. I början av september 1941 befann sig Höss på tjänsteresa och hans ställföreträdare Karl Fritzsch ledde ett experiment med att gasa ihjäl sovjetiska krigsfångar med Zyklon B, kristalliserad blåsyra, i källaren till Block 11, Auschwitz särskilda fängelseavdelning. När Höss återkommit till lägret och övervakat nya gasningar där offren dog inom några minuter erfor han en "lättnad" över att denna nya mordmetod hade introducerats.
Källaren i Block 11 var dock otillräcklig för massmord och Höss lät bygga om två små bondgårdar, belägna i Birkenau, till gaskammare. Byggnadernas mellanväggar revs och ytterväggarna tätades helt med cement. Byggnaderna, som var ensligt belägna, fick namnen "röda huset" och "vita huset". Höss uppgav, att 1 800 till 2 000 personer kunde gasas åt gången i varje byggnad. I april 1942 inleddes massdeportationerna av judar från bland annat Slovakien, Frankrike och Nederländerna till Auschwitz. Chefen för avdelningen för judiska frågor inom Reichssicherheitshauptamt, Nazitysklands säkerhetsministerium, Adolf Eichmann, och dennes medarbetare administrerade deportationerna och samarbetade med Deutsche Reichsbahn för samordning av tågtransporterna. Ett krematorium med kapacitet att kremera 1 440 kroppar per dygn uppfördes och togs i bruk den 1 juli 1942. Höss betonar i sin självbiografi att det var av största vikt att offren ända in i det sista var ovetande om sitt öde. SS-officerare som Hans Aumeier och Gerhard Palitzsch småpratade med offren och talade lugnande till dem på vägen till gaskammaren.
Den 17 juli 1942 besökte Himmler Auschwitz för att bland annat bevittna gasningen av en transport judar från Nederländerna. Himmler var mycket nöjd med Höss insatser för Tredje riket och befordrade honom direkt till Obersturmbannführer. Några dagar senare mottog Höss en order från Himmler att alla massgravar i Auschwitz skulle öppnas och liken brännas för att dölja massmordets omfattning.
Från 1940 till 1945 beräknas mellan 1 100 000 och 1 500 000 personer ha mist livet i Auschwitz. Höss själv uppgav som vittne vid Nürnbergprocessen att omkring 2 500 000 personer mördades och ytterligare 500 000 dog av sjukdomar eller svält.

### I lägrets skugga
Utanför lägret hade Höss sin bostad, där han levde med sin hustru och sina barn. Hans kommendantvilla hade tio rum med ett stort badrum samt ett kök med två anställda. Höss hyste ett stort intresse för hästar och ridning och lät inrätta ett stall för sina hästar i lägrets närhet. Vid ett tillfälle avslöjade Höss för sin hustru vad hans uppgift som kommendant innebar och beskrev förhållandena i lägret. Hustrun blev mycket upprörd och efter detta skall paret Höss mycket sällan ha haft könsumgänge. År 1942 inledde Höss ett förhållande med den österrikiska politiska fången Eleonore Hodys, som blev gravid. Hon tvingades skriva under en försäkran om att hon hade haft samlag med en fånge i lägret; hon gjorde kort därefter abort på egen hand.

### Avsked från Auschwitz
Hösten 1943 inledde SS en utredning om korruption i Auschwitz. Utredningsdomaren, Hauptsturmführer Konrad Morgen, fann bevis för ekonomiska oegentligheter och sexuella överträdelser inom lägerledningen. Morgen förhörde även Eleonore Hodys och underrättade Himmler om Höss förhållande med fången. Himmler ansåg att Höss beteende var ovärdigt en SS-officer och avskedade honom från posten som kommendant. Martin Bormann försökte förgäves beveka Himmler. Höss förflyttades den 1 december 1943 till WVHA, SS:s ekonomi- och förvaltningsbyrå. Höss familj stannade dock kvar i bostaden i Auschwitz. Höss uppgav att det var med blandade känslor han lämnade Auschwitz. Det var smärtsamt, eftersom han genom "svårigheterna, missförhållandena och de svåra uppgifterna liksom hade vuxit ihop med Auschwitz". Han kände dock att nio års lägertjänst, varav tre och ett halvt år i Auschwitz, var nog. Inom WVHA blev Höss chef för Byrå D:I, Koncentrationslägrens centralbyrå, direkt underställd Richard Glücks. Höss uppgifter bestod i att samordna och effektivisera verksamheten i de olika koncentrations- och förintelselägren samt att företa inspektioner i dessa. Därutöver gjorde han även tjänstebesök i de rustningsfabriker som sysselsatte lägerfångar.

### Aktion Höss
Ungern hade i början av andra världskriget anslutit sig till axelmakterna, bland annat i hopp om att kunna annektera angränsande territorier. Den ungerske statschefen, Miklós Horthy, var antisemit men hade hela tiden motsatt sig en deportation av de ungerska judarna. Horthy sonderade vid årsskiftet 1943/1944 i hemlighet möjligheterna att sluta en separatfred med de västallierade. Hitler fruktade då att tyskarnas södra front var i fara och beordrade Wehrmacht att besätta Ungern den 19 mars 1944. Inom kort anlände Eichmann med sin insatsstab till Budapest och drog upp riktlinjerna för deportationerna till Auschwitz. Först inriktade sig Eichmann på judarna på den ungerska landsbygden.
I början av maj 1944 kommenderades Höss ånyo till Auschwitz för att leda "Aktion Höss", massmordet på Ungerns judar. Höss utsågs av Himmler till befälhavare för SS-garnisonen i Auschwitz. Kommendanterna för både Auschwitz I, Richard Baer, och Auschwitz II (Birkenau), Friedrich Hartjenstein och senare Josef Kramer, underställdes Höss. Höss insåg att det för den ungerska aktionen krävdes att förintelseapparaten i Auschwitz-Birkenau fortlöpte friktionsfritt. Höss lät anlägga ett stickspår så att tågtransporterna kunde rulla ända in i Birkenaus centrum; han beordrade även att krematorieugnarna skulle renoveras för att kunna drivas med full kapacitet. Han utsåg därtill Hauptscharführer Otto Moll till chef för lägrets krematorier, eftersom han tidigare hade upplevt Moll som en effektiv och skoningslös organisatör. Moll hade 1942 övervakat uppgrävandet och brännandet av tusentals lik i Auschwitz. "Aktion Höss" pågick från den 14 maj till den 8 juli 1944 och sammanlagt deporterades 437 402 judar från Ungern till Auschwitz. Ungefär 90 procent av de deporterade gasades vid ankomsten till lägret. Enligt Höss gasades så många som 10 000 människor per dygn. För sina insatser i samband med förintelsen av Ungerns judar tilldelades Höss Krigsförtjänstkorset av första och andra klassen. Han återvände till Berlin i slutet av juli 1944. I slutet av 1944 kommenderades Höss till Bergen-Belsen för att försöka stävja en tyfusepidemi som härjade i lägret; detta lyckades dock inte. I januari 1945 fick han i uppdrag att evakuera lägren i Sachsenhausen och Ravensbrück.

### Arrestering och rättegång

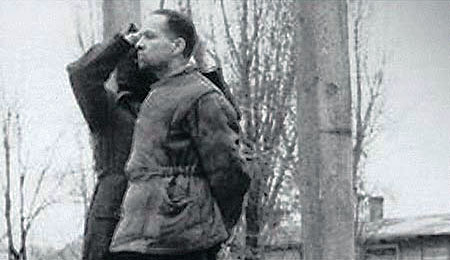
Avrättningen av Rudolf Höss den 16 april 1947.

När Röda armén ryckte fram mot Tyskland, flydde Höss mot norra Tyskland. Efter Hitlers självmord och Berlins kapitulation höll Himmler i Flensburg ett sista SS-möte, där bland andra Höss närvarade. Himmler klargjorde att allt var förlorat och uppmanade de närvarande att gömma sig bland myllret av tyska soldater. Höss blev mycket förvånad och besviken på den man, vars ord under lång tid hade varit hans lag. Höss antog namnet Franz Lang, iklädde sig en flottistuniform och utgav sig för att vara menig i den tyska flottan. Han greps av brittiska trupper, men då hans rätta identitet inte avslöjades släpptes han. Senare under år 1945, inför Nürnbergprocessen, rättegången mot de främsta tyska krigsförbrytarna, kom den brittiska underrättelsetjänsten Höss på spåren. I mars 1946 greps Höss hustru och då man hotade att föra hennes barn till Sibirien, avslöjade hon att maken befann sig på en bondgård i närheten av Flensburg. En brittisk fältsäkerhetssektion grep Höss den 11 mars 1946 och tre dagar senare undertecknade han en skriftlig bekännelse.
Den 15 april 1946 inkallades Höss som vittne för SS-generalen Ernst Kaltenbrunner vid Nürnbergprocessen för att rentvå denne från ansvar för "den slutgiltiga lösningen". Höss vittnade om att orderna hade kommit direkt från Himmler utan Kaltenbrunners inblandning. Höss redogjorde kyligt och noggrant om massgasningarna i Auschwitz och hur han skämdes för sin mentala svaghet inför verkställandet av dessa; han menade att en avgörande anledning till sin hårdhet var att han absolut inte ville visa att han egentligen var svag. Höss uppgav att mellan 2 500 000 och 3 000 000 människor hade mördats i Auschwitz.
Den 25 maj 1946 utlämnades Höss till de polska myndigheterna och placerades i ett rannsakningshäkte i Kraków. Han undergick omfattande förhör mellan september 1946 och januari 1947 och skrev under denna tid sin självbiografi Kommendant i Auschwitz samt skildringar om den slutgiltiga lösningen och hans närmaste överordnade och kolleger. Höss beskriver helt oförblommerat dödsapparaten i Auschwitz. Höss förklarar att han handlade helt enligt order och anser sig ha ett gott samvete. Den 11 mars 1947 inleddes rättegången mot Höss inför Högsta folkdomstolen i Warszawa, där han stod åtalad för brott mot det polska folket. Han svarade kortfattat och precist på åklagarens frågor och försökte varken lägga skulden på överordnade eller underordnade. Till sitt försvar jämförde han förintelsen av människor i Auschwitz med de allierades bombningar av tyska städer. Han försökte rättfärdiga sitt handlande med att han var tvungen att lyda order. Den 2 april 1947 dömdes Höss till döden och två veckor senare, den 16 april, avrättades han genom hängning framför krematoriet i Auschwitz I. En läkare förklarade Höss död klockan 10.21.

## Psykologiska aspekter
Den amerikanske psykiatern Leon Goldensohn intervjuade Höss i april 1946, när denne var internerad i Nürnberg. Goldensohn, som ämnade bestämma Höss psykologiska profil, frågade Höss om han tyckte att det var rätt att döda judiska män, kvinnor och barn. Höss svarade:
| ”                                | Inte rätt – men Himmler sade att om inte judarna utplånades vid den tiden skulle det tyska folket på sikt utplånas av judarna. | „ |
| – Rudolf Höss, den 8 april 1946. | |   |

Höss påstod för Goldensohn att han själv aldrig hade varit brutal eller misshandlat någon lägerfånge. Även den amerikanske psykologen Gustave Gilbert utfrågade Höss och undrade om det aldrig hade föresvävat honom att vägra att utföra Himmlers order beträffande den slutgiltiga lösningen.
| ” | Nej, [...] på grund av hela vår utbildning kom vi inte ens på tanken att vägra utföra en order, oavsett vilken order det var ... Jag antar att ni inte kan förstå vår värld. Naturligtvis måste jag lyda order. | „ |

För Gilbert beskrev Höss sig aldrig ha upplevt genuin vänskap och inte heller känt något behov av detta. Han skall inför Gilbert på ett lugnt och nästan apatiskt vis ha beskrivit förintelseapparaten i Auschwitz. Gilbert ansåg att Höss mentala tillstånd präglades av schizoid apati och tydlig okänslighet. Gilbert antecknade bland annat följande i sin dagbok:
| ” | Höss visar ett senkommet intresse för sitt brotts ohygglighet, men han ger intryck av att själv aldrig ha kommit på det om inte någon hade frågat honom. | „ |

För italienaren Primo Levi, som överlevde Auschwitz, framstår Höss inte som "en blodsbesudlad sadist eller en fanatiker fylld av hat, utan en helt tom människa, en obekymrad och nyttig idiot, som har till uppgift att med största möjliga samvetsgrannhet verkställa de bestialiska order han får".
I slutet av sin självbiografi skriver Höss:
| ” | Allmänheten må gärna fortsätta med att i mig se ett blodtörstigt odjur, en grym sadist, miljonmördaren – ty på annat sätt kan den breda massan ändå aldrig föreställa sig kommendanten i Auschwitz. Den kommer aldrig att kunna förstå att också han hade ett hjärta, att han inte var en dålig människa. | „ |

## Höss vittnesbörd

### Självbiografi
Under rannsakningstiden i Kraków kände Höss ett behov av att skriva om sitt förflutna men även att bistå domstolen med sina initierade kunskaper och erfarenheter. Fängelsepsykiatrikern Stanislaw Batawia förde ingående samtal med Höss; självbiografin utgörs delvis av vad som framkom vid dessa samtal. Höss självbiografi utgavs år 1951 i polsk översättning med titeln Wspomnienia Rudolfa Hoessa komendanta obozu oświęcimskiego. Den tyska översättningen, Kommendant in Auschwitz, publicerades år 1958 och inleds med ett förord av historikern Martin Broszat; detta förord blev till en kommenterande efterskrift i den svenska översättningen Kommendant i Auschwitz år 1960.  Höss självbiografi visar att han som kommendant i Auschwitz spelade en central roll i nazisternas implementering av den slutgiltiga lösningen.
Ända sedan självbiografin publicerades har historiker debatterat dess trovärdighet som källa. Höss beskrivning av förintelseapparaten i Auschwitz överensstämmer i sak med andra vittnesmål, både från överlevande och gärningsmän. SS-officeren Pery Broad, stationerad i Auschwitz, bekräftar i sina memoarer Höss uppgifter om gaskammare och krematorier. SS-läkaren Johann Kremer, som utförde medicinska experiment på fångar i Auschwitz, förde dagbok, i vilken han bland annat skrev om massgasningar och "fruktansvärda fasor". Kremer beskrev Auschwitz som anus mundi ("världens arsel"). Även vid  Auschwitzrättegången år 1947 och Auschwitzrättegångarna i Frankfurt på 1960-talet avlades vittnesmål som bekräftar Höss uppgifter.

## Befordringar inom SS
- 28 november 1934 – Unterscharführer
- 1 april 1935 – Scharführer
- 1 juli 1935 – Oberscharführer
- 1 mars 1936 – Hauptscharführer
- 13 september 1936 – Untersturmführer
- 11 september 1938 – Obersturmführer
- 9 november 1938 – Hauptsturmführer
- 30 januari 1941 – Sturmbannführer
- 18 juli 1942 – Obersturmbannführer

## Utmärkelser
- Järnkorset av första klassen
- Järnkorset av andra klassen
- Såradmärket i silver
- Ärekorset
- Turkiska krigsmedaljen
- Baltiska korset
- Traditions- und Gau-Abzeichen
- Krigsförtjänstkorset av första klassen med svärd
- Krigsförtjänstkorset av andra klassen med svärd
- SS-Ehrenring
- SS Hederssvärd